# Johann-Nepomuk-Berger-Platz
Der Johann-Nepomuk-Berger-Platz in den Wiener Gemeindebezirken Ottakring und Hernals ist Verkehrs- und zugleich Grünfläche. Vor 1894 hieß er noch schlicht Marktplatz. Benannt wurde der Platz nach dem Politiker Johann Nepomuk Berger.

## Platzgestaltung
2018 wurde, im Zuge des Umbaus des Johann-Nepomuk-Berger-Platzes, der 4000 m² große Adele-Jellinek-Park (2019 benannt nach der aus Ottakring stammenden Schriftstellerin Adele Jellinek) eröffnet. An dieser Stelle befand sich vormals die Straßenbahnhaltestelle.

### Mariensäule

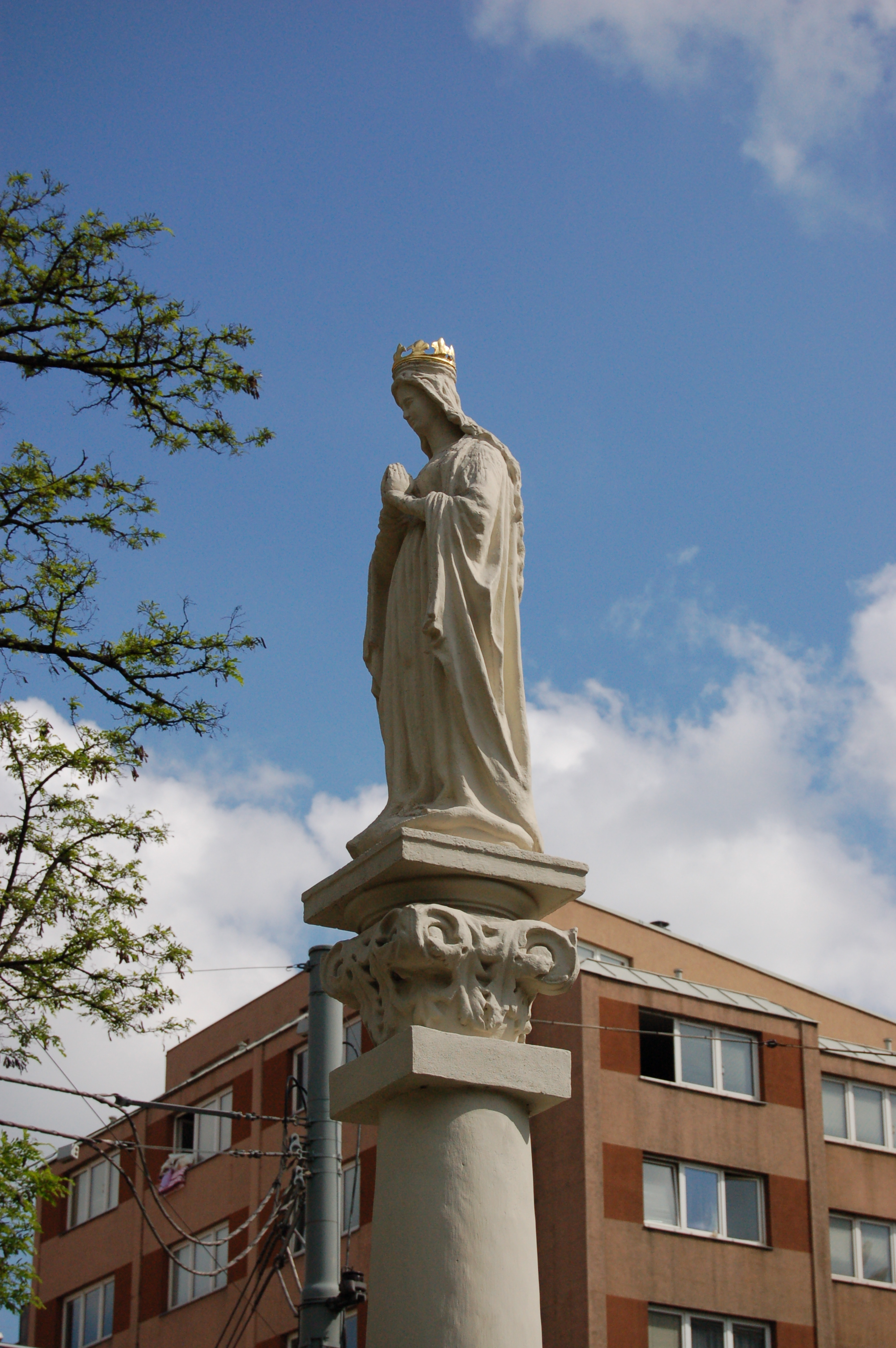
Mariensäule

Die Mariensäule ist eine barocke Rundsäule mit Blattrankenkapitell auf Stufensockel und einer Immaculata-Statue aus Sandstein. Sie wurde 1892 an ihren heutigen Platz versetzt.

## Verkehr

### Individualverkehr
Im unteren Bereich befindet sich eine verkehrsberuhigte Zone. Im oberen Bereich hingegen befindet sich die Ottakringer Straße, eine Verbindungsstraße zwischen Ottakring und Hernals. 

### ÖPNV
Auf dem Platz kreuzen einander die Straßenbahnlinien 2 (bis 2008: J), 9 und 44.
Am 2. September 2017 tauschten die Linien 2 und 44 jeweils ihren westlichen Streckenast. Das bedeutet, dass nun die Linie 2 vom Friedrich-Engels-Platz nach Dornbach und die Linie 44 von der U-Bahn-Station Schottentor nach Ottakring verkehren. Durch diese Fahrplanänderung haben nun der 16. und 17. Bezirk jeweils eine Verbindung zur Universität am Schottentor und eine Verbindung ins Zentrum. Die Haltestellen des 2ers wurden in angrenzende Seitenstraßen verlegt.